# Stafford Rangers FC
Stafford Rangers FC is een Engelse voetbalclub uit Stafford, Staffordshire.
De precieze oprichtingsdatum van de club is niet langer bekend. De officiële documenten gingen verloren tijdens de Eerste Wereldoorlog, maar door een artikel in een plaatselijke krant denkt men dat het 1876 is.

## Bekende (ex-)spelers
- Ian Butterworth
- Ben Foster

## Erelijst
- FA Trophy

1972, 1979